# Biegelinie
Eine Biegelinie (auch Biegungslinie, Durchbiegungslinie, elastische Linie) ist eine mathematisch einfach beschreibbare Kurve für die Verformung eines geraden Balkens bei mechanischer 
Belastung.
Sie wurde 1744 von Euler mathematisch beschrieben und später von Eytelwein (1808) und Navier (1826) vereinfacht.

Bild 4:
Verlauf des Biegemoments
an einem Balken (anthrazit)
mit mittiger Kraft F,
hier dargestellt als Punktlast P,
mit dem maximalen Biegemoment M (pink) bei l/2,
einschließlich des Querkraftverlaufs Q (orange)
und der Biegeline w (dunkelblau)

Die Gleichung der Biegelinie ist ein Teil der Balkentheorie. Sie wird verwendet, um die Durchbiegung von Balken im Bereich des linear-elastischen Materialverhaltens zu bestimmen. Dabei wird die Theorie I. Ordnung zugrunde gelegt, d. h. man nimmt die biegebedingten Verformungen als so klein an, dass sie bei der Aufstellung der Gleichung vernachlässigt werden können.
Für den Bereich des nichtlinear-elastischen Materialverhaltens sind Abänderungen erforderlich (vgl. Nichtlineare Stabstatik).

## Zusammenhang mit der Balkenkrümmung
Der Zusammenhang zwischen Balkenkrümmung und Biegelinie ist mit einer Differentialgleichung darstellbar.
Die Krümmung {\displaystyle \kappa (x)} in einem elastischen geraden Balken ist dem Biegemoment {\displaystyle M_{y}} (Schnittmoment) an der Stelle {\displaystyle x} proportional. Unter Einbeziehung des Hooke’schen Stoffgesetzes erhält man
{\displaystyle \kappa ={\frac {1}{r}}={\frac {M_{y}}{EI_{y}}}}.
Darin sind
- {\displaystyle r} der Krümmungsradius an der Stelle {\displaystyle x}
- {\displaystyle E} der Elastizitätsmodul des Balkenmaterials
- {\displaystyle I_{y}} das axiale Flächenträgheitsmoment des Balkenquerschnitts.

Mit der rein geometrischen Definition einer Kurvenkrümmung folgt daraus die Differentialgleichung der Balkendurchbiegung {\displaystyle w(x)}:
{\displaystyle {\frac {w''(x)}{({1+(w'(x))^{2}})^{3/2}}}=-{\frac {M_{y}(x)}{EI_{y}}}}.
Die Striche bezeichnen die Ableitung nach der Balkenlängskoordinate {\displaystyle x}.
In den meisten praktischen Fällen ist die Durchbiegung {\displaystyle w} so klein, dass {\displaystyle (w')^{2}\ll 1} bleibt. Dann genügt zur Bestimmung der Biegelinie {\displaystyle w(x)} die genäherte Differentialgleichung:
{\displaystyle w''(x)\approx -{\frac {M_{y}(x)}{EI_{y}}}}

## Differentialbeziehungen
In der Balkentheorie gibt es unter den Bernoullischen Annahmen folgende Differentialgleichungen für die Queranteile:
- {\displaystyle {\frac {\mathrm {d} R(x)}{\mathrm {d} x}}=-q(x)}[7]
- {\displaystyle {\frac {\mathrm {d} M(x)}{\mathrm {d} x}}=R(x)-N^{II}(x)\cdot \left[{\frac {\mathrm {d} w_{v}}{\mathrm {d} x}}+{\frac {\mathrm {d} w}{\mathrm {d} x}}\right]+m(x)}[7]
- {\displaystyle {\frac {\mathrm {d} \varphi (x)}{\mathrm {d} x}}=-\left[{\frac {M(x)}{E\cdot I(x)}}+\kappa ^{e}(x)\right]}[7][8]
- {\displaystyle {\frac {\mathrm {d} w(x)}{\mathrm {d} x}}=\varphi (x)+{\frac {V(x)}{G{\tilde {A}}(x)}}}

mit
- der Laufkoordinate {\displaystyle x} entlang der Balkenachse
- dem Elastizitätsmodul {\displaystyle E}
- dem Schubmodul {\displaystyle G} (Term tritt in der schubstarren Theorie nicht in den Differentialgleichungen auf)
- dem Flächenträgheitsmoment I(x)
- {\displaystyle R(x)} der Transversalkraft (in der Theorie I. Ordnung gilt {\displaystyle R(x)=V(x)})
- {\displaystyle V(x)} der Querkraft
- {\displaystyle N^{II}(x)} die Normalkraft nach Theorie Theorie II. Ordnung (in der Theorie I. Ordnung tritt dieser Term in der Differenzialgleichung nicht auf)
- {\displaystyle q(x)} der Gleichlast (Querbelastung pro Längeneinheit[8])
- {\displaystyle M(x)} dem Biegemoment
- {\displaystyle m(x)} dem Streckenmoment (Biegebelastung pro Längeneinheit[8])
- {\displaystyle \varphi (x)} der Verdrehung
- {\displaystyle \kappa ^{e}(x)} der eingeprägten Krümmung
- {\displaystyle w(x)} der Durchbiegung zufolge Belastung
- {\displaystyle w_{v}(x)} der Durchbiegung zufolge Vorverformung
- {\displaystyle {\tilde {A}}(x)=\kappa \cdot A} der Schubfläche (Term tritt in der schubstarren Theorie nicht auf).

Durch diese Differentialgleichungen ist somit ein Zusammenhang zwischen der Durchbiegung {\displaystyle w} und dem Biegemoment {\displaystyle M_{y}(x)} im Balken gegeben. Dies führt zu drei Gleichungen, für die ein Zusammenhang zwischen der Durchbiegung und den Schnittlasten im Balken (Biegemoment und Querkraft) sowie der äußeren Flächenlast {\displaystyle q_{z}(x)} gegeben ist (Die Koordinate {\displaystyle x} wird hierbei entlang der Balkenachse gezählt, die Biegung erfolgt um die Koordinaten-Achse {\displaystyle y}, die Koordinate {\displaystyle z} verläuft in Richtung der Querkraft.):
{\displaystyle {\begin{alignedat}{2}&EI_{y}\,w''(x)\approx EI_{y}\,\kappa (x)&&=-M_{y}(x)\\(&EI_{y}\,w''(x))'&&=-Q_{z}(x)\\(&EI_{y}\,w''(x))''&&=q_{z}(x)\end{alignedat}}}
Die letzte Gleichung vierter Ordnung heißt auch Euler-Bernoulli-Gleichung.
Damit die Durchbiegung berechnet werden kann, muss der Elastizitätsmodul des Materials bekannt sein. Ferner muss vorab das Flächenträgheitsmoment des Balkenquerschnitts ermittelt und der Verlauf der äußeren Streckenlast {\displaystyle q_{z}(x)} oder der Verlauf von Biegemoment oder Querkraft bestimmt werden. Die Gleichung kann dann mehrmals integriert werden, bis auf der einen Seite die Durchbiegung steht. Hierbei ergeben sich mehrere Integrationskonstanten, die durch eine entsprechende Anzahl von Randbedingungen bestimmbar sind.
Die folgende Zusammenstellung zeigt das Vorgehen, wenn vorab der Verlauf des Biegemoments ermittelt wurde und der Elastizitätsmodul und das Flächenträgheitsmoment über die Länge des Balkens konstant sind:
{\displaystyle EI_{y}\,w''(x)=-M_{y}(x)} ,
{\displaystyle EI_{y}\,w'(x)=-\int M_{y}(x)\mathrm {\,} dx+C_{1}} ,
{\displaystyle EI_{y}\,w(x)=-\int \int M_{y}(x)\mathrm {\,} dx^{2}+xC_{1}+C_{2}}.
Es ergeben sich die zwei unbekannten Konstanten {\displaystyle C_{1}} und {\displaystyle C_{2}}. Diese können nun durch zwei Randbedingungen bestimmt werden. Zum Beispiel gilt bei einem Auflager an der Stelle {\displaystyle x=a}, welches eine Querkraft aufnehmen kann: {\displaystyle w(a)=0}. Für ein Auflager an der Stelle {\displaystyle x=b}, welches ein Moment aufnehmen kann, gilt: {\displaystyle w'(b)=0}.
Wenn der Balken mit einer Streckenlast {\displaystyle q(x)} beaufschlagt ist, findet man den Biegemomentverlauf wie folgt:
{\displaystyle EI_{y}\,w''''(x)=q(x)} ,
{\displaystyle EI_{y}\,w'''(x)=\int q(x)\mathrm {\,} dx+C_{3}} ,
{\displaystyle EI_{y}\,w''(x)=\int \int q(x)\mathrm {\,} dx^{2}+xC_{3}+C_{4}=-M_{y}(x)} ,
bestimmt die Integrationskonstanten und folgt weiter der vorherigen Zusammenstellung.

## Kreismembran

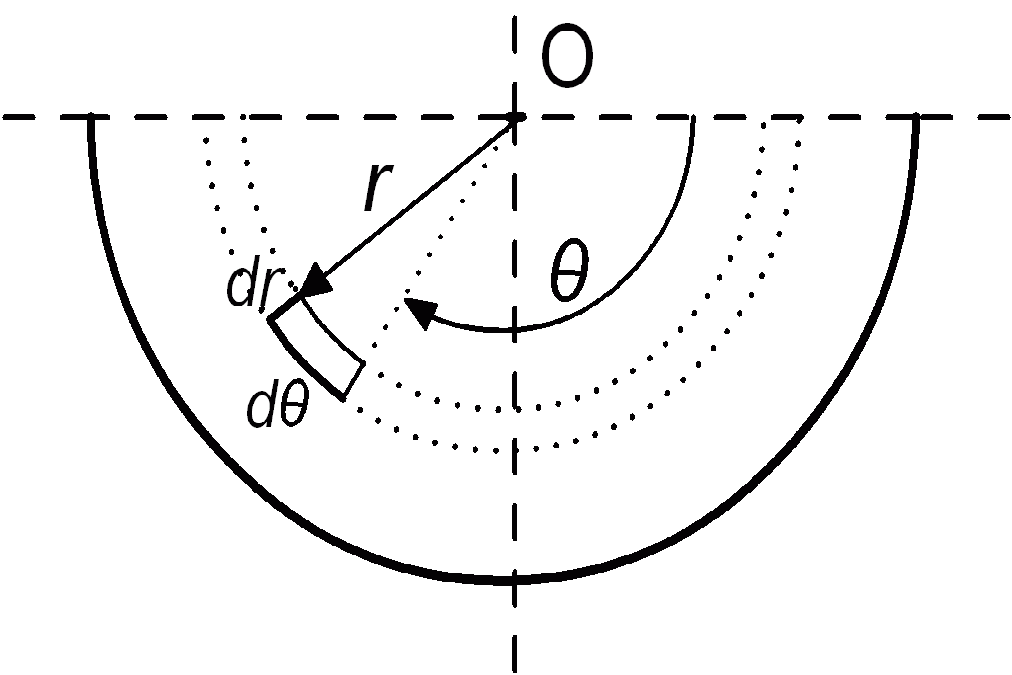
Halbe kreisrunde Membran

Infinitesimales Membranelement

Im Falle einer kreisrunden Membran werden oft auch vereinfacht die Formeln aus der Balkentheorie verwendet. Unter der Annahme einer homogenen Membran wird dann bei rotationssymmetrischen Kräften eine einfache Biegelinie berechnet. Also nur ein Querschnitt der Membran.
Mit dem tangentialen und radialen Biegemoment {\displaystyle M_{t}} und {\displaystyle M_{r}} und unter Vernachlässigung von Differentialen höherer Ordnung ergibt sich die Momentgleichung
{\displaystyle M_{r}+{\frac {\mathrm {d} M_{r}}{\mathrm {d} r}}\cdot r-M_{t}+Q\cdot r=0.}
Die Biegemomente lassen sich über die Poissonzahl {\displaystyle \mu } angeben zu:
{\displaystyle M_{r}=-D\left({\frac {\mathrm {d} ^{2}w}{\mathrm {d} r^{2}}}+{\frac {\mu }{r}}{\frac {\mathrm {d} w}{\mathrm {d} r}}\right)}
{\displaystyle M_{t}=-D\left(\mu {\frac {\mathrm {d} ^{2}w}{\mathrm {d} r^{2}}}+{\frac {1}{r}}{\frac {\mathrm {d} w}{\mathrm {d} r}}\right)}
{\displaystyle D} ist hierbei das Widerstandsmoment, das sich über den Elastizitätsmodul {\displaystyle E_{M}} der Membran mit Dicke {\displaystyle d} wie folgt beschreiben lässt:
{\displaystyle D={\frac {E_{M}\cdot d^{3}}{12\cdot (1-\mu ^{2})}}}
Die Biegelinie einer Kreismembran lautet dann in Differentialform, unter Vernachlässigung von kleinen Termen höherer Ordnung sowie von Zugspannungen (nur zulässig für geringe Dehnungen):
{\displaystyle {\frac {\mathrm {d} ^{3}w}{\mathrm {d} r^{3}}}+{\frac {1}{r}}{\frac {\mathrm {d} ^{2}w}{\mathrm {d} r^{2}}}-{\frac {1}{r^{2}}}{\frac {\mathrm {d} w}{\mathrm {d} r}}={\frac {Q}{D}}}

## Belege
1. ↑  Otto Lueger: Lexikon der gesamten Technik. 1904
2. ↑  Karl-Eugen Kurrer: The History of the Theory of Structures. Searching for Equilibrium. Berlin: Ernst & Sohn, S. 426ff, ISBN 978-3-433-03229-9
3. ↑  Heinz Parkus: Mechanik der festen Körper. Springer-Verlag, Wien 1966, ISBN 3-211-80777-2
4. 1 2  Bernhard Pichler, Josef Eberhardsteiner: Baustatik VO – LVA-Nr 202.065. Hrsg.: E202 Institut für Mechanik der Werkstoffe und Strukturen – Fakultät Bauingenieurwesen, TU Wien. SS 2017 Auflage. TU Verlag, Wien 2017, ISBN 978-3-903024-41-0, 10. Lösen der linearen Differentialgleichungen in der linearen Stabtheorie (516 S., tuverlag.at – Erstausgabe:  2012). Baustatik VO – LVA-Nr 202.065 (Memento des Originals vom 17. Juli 2017 im Internet Archive)  Info: Der Archivlink wurde automatisch eingesetzt und noch nicht geprüft. Bitte prüfe Original- und Archivlink gemäß Anleitung und entferne dann diesen Hinweis.
5. ↑  Herbert Mang, Günter Hofstetter: Festigkeitslehre. 3. Auflage. Springer, Berlin/Heidelberg 2008, ISBN 978-3-211-72453-8, Seite 228
6. ↑  Herbert Mang, Günter Hofstetter: Festigkeitslehre. 3. Auflage. Springer, Berlin / Heidelberg 2008, ISBN 978-3-211-72453-8, Seite 176
7. 1 2 3  Bernhard Pichler: 202.068 Baustatik 2. WS2013 Auflage. Wien 2013, VO_06_ThIIO_Uebertragungsbeziehungen (Onlineplattform der TU Wien).
8. 1 2 3  Bernhard Pichler, Josef Eberhardsteiner: Baustatik VO – LVA-Nr 202.065. SS2016 Auflage. TU Verlag, Wien 2016, ISBN 978-3-903024-17-5, Lineare Stabtheorie ebener Stabtragwerke (520 S.).